# Röster under jorden
Röster under jorden är en dikt av Gunnar Ekelöf.
Dikten är en drömlik beskrivning av en nedstigning respektive uppstigning genom ett i tiden skiktat minnesrum. Den skildrar en resa genom underjorden som leder fram till en förhistorisk plats av sten där ett fossil av en fågel får en central betydelse och blir en symbol för sambandet mellan nuet och det förflutna, mellan organiskt och oorganiskt, mellan liv och död. Diktens fragmentariska dialog har jämförts med August Strindbergs Ett drömspel.
En ursprunglig version av dikten skrevs redan 1932 under experiment med surrealistisk automatskrift. Den fick sin slutgiltiga och mer genomarbetade form 1947 och publicerades i diktsamlingen Om hösten 1951.